# زبیره توخوگوف
زبیره توخوگوف (انگلیسی: Zubaira Tukhugov؛ زادهٔ ۱۵ ژانویهٔ ۱۹۹۱) ورزشکار هنرهای رزمی ترکیبی اهل روسیه است. وی از سال ۲۰۱۰ میلادی تاکنون مشغول فعالیت بوده‌است.